# 百枝村
百枝村（ももえだむら）は、大分県大野郡にあった村。現在の豊後大野市の一部にあたる。

## 地理
大野川の中流右岸に位置していた。

## 歴史
- 1889年（明治22年）4月1日、町村制の施行により、大野郡百枝村、川辺村、上田原村、西泉村、向野村が合併して村制施行し、百枝村が発足[1][2]。旧村名を継承した百枝、川辺、上田原、西泉、向野の5大字を編成[2]。
- 1951年（昭和26年）4月1日、大野郡三重町、菅尾村、新田村と合併し、三重町が存続して廃止された[1][2]。

## 産業
- 農業[2]